# Sam Posey
 Sam Posey  va ser un pilot de curses automobilístiques estatunidenc que va arribar a disputar curses de Fórmula 1.
Va néixer el 26 de maig del 1944 a Nova York, EUA.

## A la F1
Sam Posey va debutar a l'onzena i última cursa de la temporada 1972 (la 23a temporada de la història) del campionat del món de la Fórmula 1, disputant el 3 d'octubre del 1972 el GP dels Estats Units al circuit de Watkins Glen.
Va participar en un total de dues curses puntuables pel campionat de la F1, disputades en dues temporades consecutives (1972 i 1973) aconseguint un dotzè lloc com a millor classificació en una cursa i no assolí cap punt pel campionat del món de pilots.

## Resultats a la Fórmula 1
| Any  | Equip          | Xassís  | Motor    | 1   | 2   | 3   | 4   | 5   | 6   | 7   | 8   | 9       | 10  | 11      | 12     | Posició | Punts |
| ---- | -------------- | ------- | -------- | --- | --- | --- | --- | --- | --- | --- | --- | ------- | --- | ------- | ------ | ------- | ----- |
| 1971 | Team Surtees   | Surtees | Cosworth | SUD | ESP | MON | HOL | FRA | GBR | ALE | AUT | ITA Ret | CAN | USA Ret |        | -       | 0     |
| 1972 | Champcarr Inc. | Surtees | Cosworth | ARG | SUD | ESP | MON | BEL | FRA | GBR | ALE | AUT     | ITA | CAN     | USA 12 | -       | 0     |

### Resum
| Curses: | Victòries: | Pòdiums: | Poles: | Voltes ràpides: | Punts: |
| ------- | ---------- | -------- | ------ | --------------- | ------ |
| 2       | 0          | 0        | 0      | 0               | 0      |